# لی فرانسیس (بازیکن فوتبال)
لی فرانسیس (انگلیسی: Lee Francis; ۲۴ اکتبر ۱۹۶۹ – ) بازیکن فوتبال اهل بریتانیا بود.
از باشگاه‌هایی که در آن بازی کرده‌است می‌توان به باشگاه فوتبال چسترفیلد اشاره کرد.